# Chailly-en-Gâtinais
Chailly-en-Gâtinais é uma comuna francesa na região administrativa do Centro, no departamento Loiret. Estende-se por uma área de 18,36 km². Em 2010 a comuna tinha 693 habitantes (densidade: 37,7 hab./km²).